# Metallo (araldica)

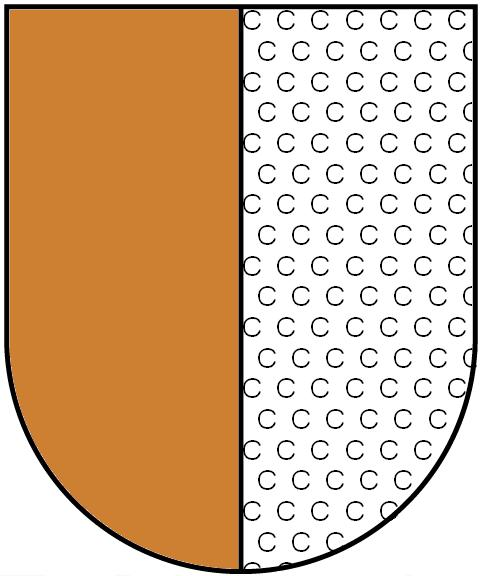
Bronzo
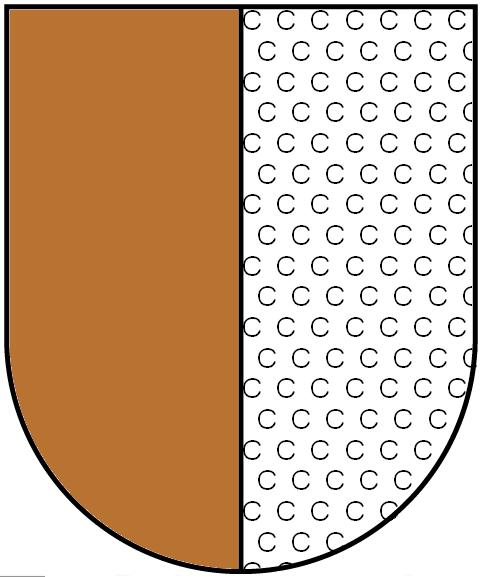
Rame
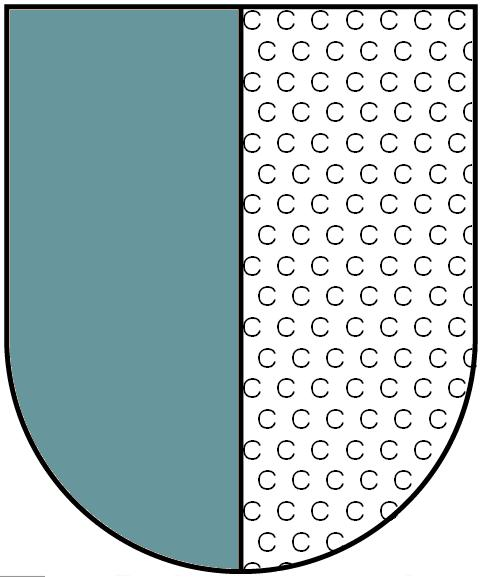
Piombo

Nell'araldica i metalli sono due: oro ed argento. Gli altri, ossia i metalli secondari (ferro e acciaio) e terziari (bronzo, rame e piombo), sono normalmente considerati al naturale.
I due metalli sono usualmente rappresentati con i due colori corrispondenti: giallo e bianco. In origine gli scudi erano di legno dipinto con una pittura smaltata — da cui gli smalti — talvolta coperto di metallo. 
I metalli obbediscono alla "regola di contrasto dei colori".

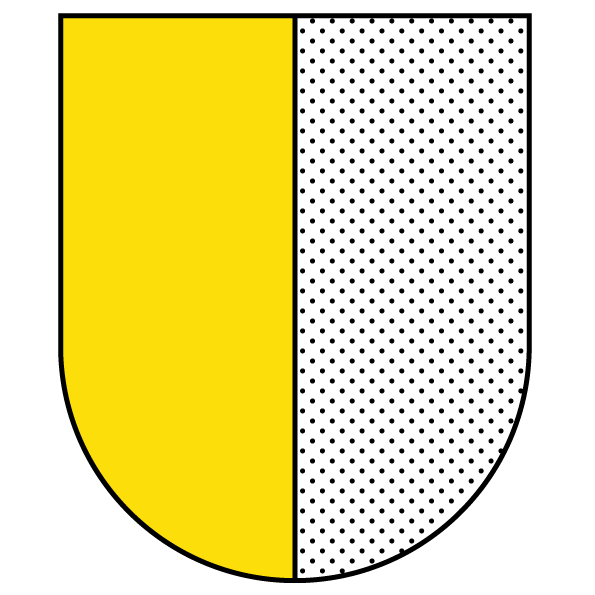
Oro
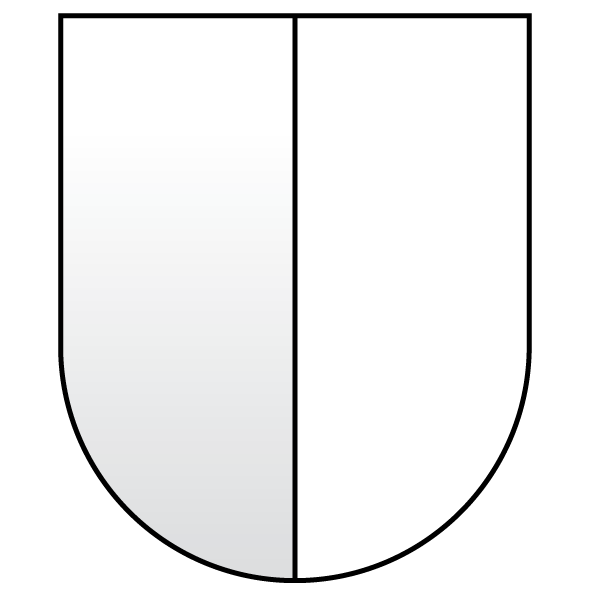
Argento

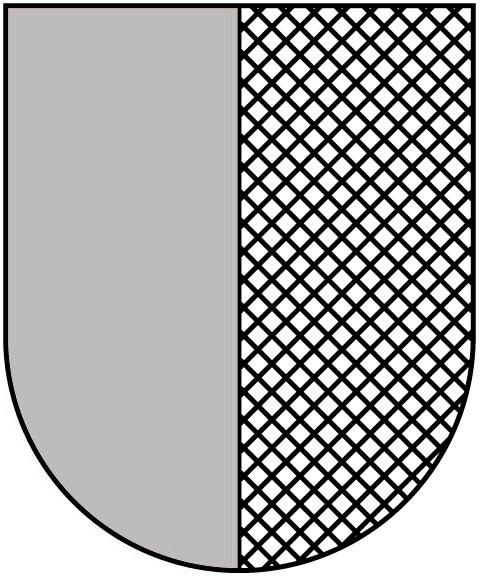
Ferro
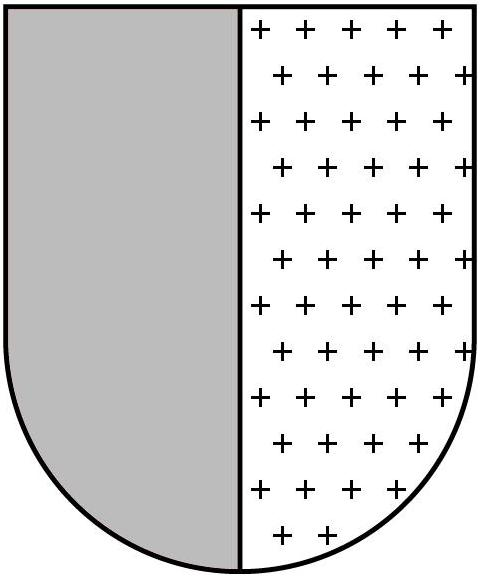
Acciaio

- Bronzo
- Rame
- Piombo